# Ivela
Ivela este un gen de molii din familia Lymantriinae.

## Specii
- Ivela auripes⁠(d) Butler, 1877
- Ivela eshanensis C.L. Chao, 1983 (transferat la Himala eshanensis din 2000)
- Ivela ochropoda⁠(d) Eversmann, 1847